# Звонеће
Звонеће је насељено место у саставу општине Матуљи у Приморско-горанској жупанији, Република Хрватска.

## Историја
До територијалне реорганизације у Хрватској налазило се у саставу старе општине Опатија.

## Становништво
На попису становништва 2011. године, Звонеће је имало 279 становника.

## Попис1991.
На попису становништва 1991. године, насељено место Звонеће је имало 317 становника, следећег националног састава:
| Попис 1991.‍  | Попис 1991.‍  | Попис 1991.‍ | Попис 1991.‍ | Попис 1991.‍ |
| ------------ | ------------ | ----------- | ----------- | ----------- |
|              |              |             |             |             |
| Хрвати       | Хрвати       |             | 251         | 79,17%      |
| Југословени  | Југословени  |             | 4           | 1,26%       |
| Словенци     | Словенци     |             | 4           | 1,26%       |
| Италијани    | Италијани    |             | 1           | 0,31%       |
| Мађари       | Мађари       |             | 1           | 0,31%       |
| Црногорци    | Црногорци    |             | 1           | 0,31%       |
| остали       | остали       |             | 1           | 0,31%       |
| неопредељени | неопредељени |             | 25          | 7,88%       |
| регион. опр. | регион. опр. |             | 10          | 3,15%       |
| непознато    | непознато    |             | 19          | 5,99%       |
| укупно: 317  |              |             |             |             |